# Beatrix z Vermandois
Beatrix z Vermandois (880? – po 26. březnu 931) byla druhou manželkou západofranckého krále Roberta I. a matkou Huga Velikého.

## Život
Narodila se kolem roku 880 jako dcera Herberta I. z Vermandois a Berty z Morvois. Jejím dědečkem byl Pipin z Vermandois, potomek Karla Velikého.
Pravděpodobně roku 890]byla provdána za pařížského hraběte Roberta. Po roce 920 se Robert připojil ke královské opozici a po vojenském tažení proti králi Karlovi Prosťáčkovi byl v červnu 922 Robert zvolen jeho protikrálem. Soupeři o královský trůn se střetli v bitvě u Soissons, kde Robert sice padl, ale jeho vojsko zvítězilo. Karel byl sesazen z trůnu, zajat a uvězněn. Novým vládcem byl zvolen Rudolf Burgundský, manžel Robertovy dcery Emy.
Beatrix je naposledy zmíněna 6. března 931. Její vnuk Hugo Kapet byl po smrti posledního Karlovce Ludvíka V. zvolen francouzským králem, a stal se tak zakladatelem nové francouzské dynastie Kapetovců.
| Západofranská královna       | Západofranská královna       | Západofranská královna    |
| ---------------------------- | ---------------------------- | ------------------------- |
| Předchůdce: Edwiga z Wessexu | 922–923 Beatrix z Vermandois | Nástupce: Ema Francouzská |